# Verwaltungsgemeinschaft Leinetal
De Verwaltungsgemeinschaft Leinetal is een gemeentelijk samenwerkingsverband van acht gemeenten in de Landkreis Eichsfeld in de Duitse deelstaat Thüringen. Het bestuurscentrum bevindt zich in Bodenrode-Westhausen.

## Deelnemende gemeenten
De volgende gemeenten maken deel uit van de Verwaltungsgemeinschaft:
1. Bodenrode-Westhausen
2. Geisleden
3. Glasehausen
4. Heuthen
5. Hohes Kreuz
6. Reinholterode
7. Steinbach
8. Wingerode